# Ágios Thomás (Héraklion)
Ágios Thomás, en grec moderne : Άγιος Θωμάς, est un village du dème de Gortyne, dans le district régional de Héraklion, de la Crète, en Grèce. Selon le recensement de 2011, la population d'Ágios Thomás compte 665 habitants.
Le village est situé à une altitude de 530 mètres. En 1583, il est mentionné dans le recensement de Castrofilaca sous le nom S. Thoma avec 521 habitants. Pendant l'occupation turque, il est attribué au conquérant de Candie (actuelle Héraklion), Fazıl Ahmet Köprülü, qui le dédie à la mosquée du vizir (ancienne église saint-Tite (el)).
L'église Saint-Thomas, avec sa tour à dôme singulière, se trouve au centre du village.